# Liste des résolutions du Conseil de sécurité des Nations unies sur la Zambie
Pour un article plus général, voir Liste des résolutions du Conseil de sécurité des Nations unies par pays.
Cet article dresse une liste des résolutions du Conseil de sécurité des Nations unies concernant la Zambie .

## Zambie
En forme longue la république de Zambie, en anglais Zambia et Republic of Zambia
- Résolution 197 : admission de la république de Zambie aux Nations unies (adoptée le 30 octobre 1964 lors de la 1161e séance).
- Résolution 268 : plainte de la Zambie (adoptée le 3 juillet 1969).
- Résolution 300 : plainte de la Zambie (adoptée le 12 octobre 1971).
- Résolution 327 : décision de la Zambie d'imposer des sanctions (adoptée le 2 février 1973).
- Résolution 329 : décision de la Zambie d'imposer des sanctions (adoptée le 10 mars 1973).
- Résolution 393 : Afrique du Sud-Zambie (adoptée le 30 juillet 1976).
- Résolution 424 : Rhodésie du Sud-Zambie (adoptée le 17 mars 1978).
- Résolution 455 : Rhodésie du Sud-Zambie (adoptée le 23 novembre 1979).
- Résolution 466 : Afrique du Sud-Zambie (adoptée le 11 avril 1980).